# Finsbury Park (metropolitana di Londra)
Finsbury Park è una stazione della metropolitana di Londra, servita dalla linea Piccadilly e dalla linea Victoria. L’accesso è in comune con quello della stazione ferroviaria.

## Storia

### 1904 - Great Northern & City Railway
La Great Northern & City Railway (GN&CR) fu una ferrovia sotterranea pensata per fornire un collegamento in galleria tra Finsbury Park e Moorgate nella Città di Londra come capolinea londinese alternativo per i treni della GNR. Le gallerie furono costruite di grande diametro per lasciare posto a questo servizio, ma una disputa tra le due compagnie impedì alla GN&CR di collegare le gallerie ai binari della GNR. Le gallerie della GN&CR tunnels, invece, terminarono sotto la stazione principale senza un collegamento con la superficie e la linea operò come navetta tra Finsbury Park e Moorgate. La linea aprì il 14 febbraio 1904.

### 1906 - Great Northern, Piccadilly & Brompton Railway
La Great Northern, Piccadilly and Brompton Railway (GNP&BR) (l'attuale linea Piccadilly della Metropolitana di Londra) aprì il 15 dicembre 1906 tra Finsbury Park e Hammersmith nella parte occidentale di Londra. La ferrovia metropolitana iniziò come Great Northern & Strand Railway (GN&SR) nel 1897 e fu inizialmente sostenuta dalla GNR come mezzo per togliere una parte del traffico dalla linea principale per King's Cross costruendo una linea in galleria sotto i binari della GNR da Alexandra Palace a King's Cross e quindi allo Strand. La GN&SR fu rilevata nel 1901 da un consorzio guidato da Charles Yerkes prima che iniziassero i lavori e la sezione a nord di Finsbury Park non venne costruita. La GN&SR si fuse con la Brompton & Piccadilly Circus Railway per formare la GNP&BR. Fu costruito con gallerie di diametro ridotto comuni ad altre ferrovie sotterranee che erano in costruzione a Londra nello stesso periodo. I binari furono costruiti dalla GNR paralleli ai binari della GN&CR's sotto la stazione di superficie.

### 1932-1933 - Prolungamento della linea Piccadilly
Il nodo di Finsbury Park era stato riconosciuto da molto tempo come un grande collo di bottiglia per i passeggeri diretti a nord dal centro di Londra, e c'erano state forti spinte per migliorare la situazione estendendo verso nord una delle due linee sotterranee che servivano la stazione. Fino alla metà degli anni 1920 ci furono resistenze da parte della GNR e dal suo successore, la LNER, che lo vedeva come minaccia al suo traffico di passeggeri suburbano, ma al crescere della pressione infine la LNER dovette rinunciare al veto e sollevare le obiezioni a che la Metropolitana realizzasse un'estensione.
Con il supporto finanziario del governo, la Metropolitana cominciò la costruzione di un'estensione della linea Piccadilly verso nord fino a Cockfosters e la prima sezione, fino ad Arnos Grove, aprì il 19 settembre 1932. La linea completa fu finalmente aperta il 31 luglio 1933.

### 1935-1954 Piani e cancellazione della "Northern Heights"
All'inizio del 1935 la GNR era diventata parte della London and North Eastern Railway (LNER) e la GN&CR era diventata il ramo Northern City della linea Northern (dopo essere stata comprata nel 1913 dalla Metropolitan Railway, l'antenata della linea Metropolitan).
Nel 1935, la Metropolitana di Londra annunciò il New Works Programme. Questo comprendeva piani per acquisire le linee secondarie a vapore della LNER da Finsbury Park a Edgware, High Barnet ed Alexandra Palace - note collettivamente come le linee "Northern Heights". Questi percorsi dovevano essere uniti alla Northern City Line con la costruzione di nuovi binari da Drayton Park alla superficie a Finsbury Park secondo i piani originari della GN&CR. I treni avrebbero potuto viaggiare da qualsiasi dei tre capolinea della LNER fino a Moorgate. Le gallerie della Northern City Line da Drayton Park a Finsbury Park sarebbero stati dismessi. Un collegamento separato tra Archway (allora chiamata Highgate) ed East Finchley fu anch'esso pianificato, comprendendo una nuova stazione della metropolitana sotto l'allora esistente stazione di superficie di Highgate.
All'inizio del 1939 la Metropolitana di Londra annunciò che la tratta da Drayton Park ad Alexandra Palace avrebbe iniziato ad operare nell'autunno del 1940. L'inizio della seconda guerra mondiale causò il ritardo e la successiva cancellazione di questo e molti altri piani, lasciando le operazioni a Finsbury Park immutate. La connessione di superficie tra Drayton Park e Finsbury Park fu abbandonata e la Northern City Line continuò ad operare tra Moorgate e Finsbury Park in galleria. Il traffico sulla diramazione per Edgware diminuì fino alla chiusura del servizio passeggeri nel 1954.

### 1964-1968 - linea Victoria
La Metropolitana di Londra aveva pianificato da anni un nuovo percorso attraverso il centro di Londra per scaricare la pressione dalle sezioni centrali della Piccadilly e della Northern Line. All'inizio degli anni 1960 i piani furono consolidati in un piano unico per la linea Victoria. Il percorso della nuova linea fu disegnato per garantire il maggior numero possibile di interscambi con altre linee della Metropolitana e della British Rail e Finsbury Park era un candidato ideale allo scopo.
Il progetto per Finsbury Park prevedeva la riconfigurazione delle quattro pensiline sotterranee usate dalla Northern City Line e dalla Piccadilly line. Per permettere i lavori di costruzione necessari a permettere l'interscambio tra le pensiline della Piccadilly e della linea Victoria il servizio Northern City per Finsbury Park fu chiuso il 3 ottobre 1964. Da questa data i treni da Moorgate viaggiarono solo fino a Drayton Park.
Le pensiline della Northern City divennero le pensiline direzione sud per entrambe le linee che furono collegate alle gallerie anticamente a fondo chiuso a nord delle pensiline stesse. L'antica pensilina direzione sud della Piccadilly Line divenne la pensilina direzione nord della Victoria Line, mentre la pensilina direzione nord della linea Piccadilly rimase immutata. Furono costruite nuove gallerie di collegamento. Ci sono connessioni incrociate tra ciascuna coppia di gallerie dirette a nord ed a sud per permettere lo scambio di materiale, dato che la linea Victoria è altrimenti isolata.
La prima sezione della linea Victoria, comprendente Finsbury Park, aprì tra Walthamstow Central ed Highbury & Islington il 1º settembre 1968.

### Anni 1970 - Nuovi collegamenti
La Metropolitana di Londra continuò ad usare la diramazione per Edgware occasionalmente per movimenti di materiale tra il deposito di Highgate e Finsbury Park fino a settembre 1970. I binari furono rimossi nel 1971 e le pensiline a Finsbury Park che erano utilizzate per questa linea furono demolite; al loro posto oggi c'è l'accesso pedonale all'entrata orientale della stazione. Il ponte sopra Stroud Green Road che portava i binari fu smantellato. I muri di supporto sopravvivono.
Nel 1976 parte del piano abbandonato Northern Heights plan fu completato in maniera opposta. La Northern City Line, che originariamente arrivava alla parte sotterranea della stazione fu trasferita dalla Metropolitana di Londra a British Rail. Una connessione di superficie tra Drayton Park e Finsbury Park che era stata iniziata come parte del progetto "Northern Heights" fu completata per rendere possibile il trasporto dei treni alla superficie a Finsbury Park ed il passaggio dei treni da Moorgate verso nord. Il servizio iniziò le operazioni l'8 novembre 1976.

## Strutture e impianti
Anche se è una stazione di livello profondo, Finsbury Park non ha né ascensori né scale mobili dato che le linee sono a meno di 20 piedi (6.1 m) dal livello della strada, nonostante in passato ci fossero ascensori dai binari di superficie a quelli della metropolitana. Questi furono gli ultimi ascensori operati idraulicamente nei trasporti di Londra. L'accesso alle pensiline della linea Piccadilly e della linea Victoria è solo per scale, raggiunte attraverso due stretti passaggi che fisicamente impediscono l'installazione di barriere automatiche di controllo dei biglietti - fatto notevole considerando che ci si trova in Zone 2. Il controllo manuale dei biglietti, in ogni caso, avviene regolarmente. I lettori delle Oyster Card sono disponibili per chi utilizza biglietti singoli.
Quando la linea Victoria fu costruita negli anni 1960, i muri della stazione di Finsbury Park furono decorati con mosaici di mongolfiere e pistole da duello, tuttora visibili. Questo fu dovuto ad un'errata identificazione di Finsbury Park con Finsbury Fields, che era utilizzato sin dal medioevo per il tiro con l'arco e gli sport, ed era associato con i duelli del XVIII secolo ed uno dei primi voli in mongolfiera. In realtà, Finsbury Fields era situato vicino all'attuale Finsbury Square.

## Interscambi
La fermata costituisce un importante interscambio con la stazione ferroviaria omonima.
Nelle vicinanze della stazione effettuano fermata numerose linee urbane automobilistiche, gestite da London Buses.
- Stazione ferroviaria (Stazione di Finsbury Park - linee nazionali)
- Fermata autobus

## Curiosità
- Il musicista Graham Bond morì in questa stazione.

### La stazione nella finzione
- Nel gioco di trasporti della JoWooD Traffic Giant, il video di apertura presenta un binario di una stazione (simile ad una tipica stazione della Metropolitana di Londra) che porta il nome di Finsbury Park.
- Finsbury Park è anche un personaggio creato dal comico Harry Hill ed il nome della stazione fu usato come esclamazione dal duo Vic Reeves e Bob Mortimer durante la serie Vic Reeves Big Night Out.

## Galleria d'immagini

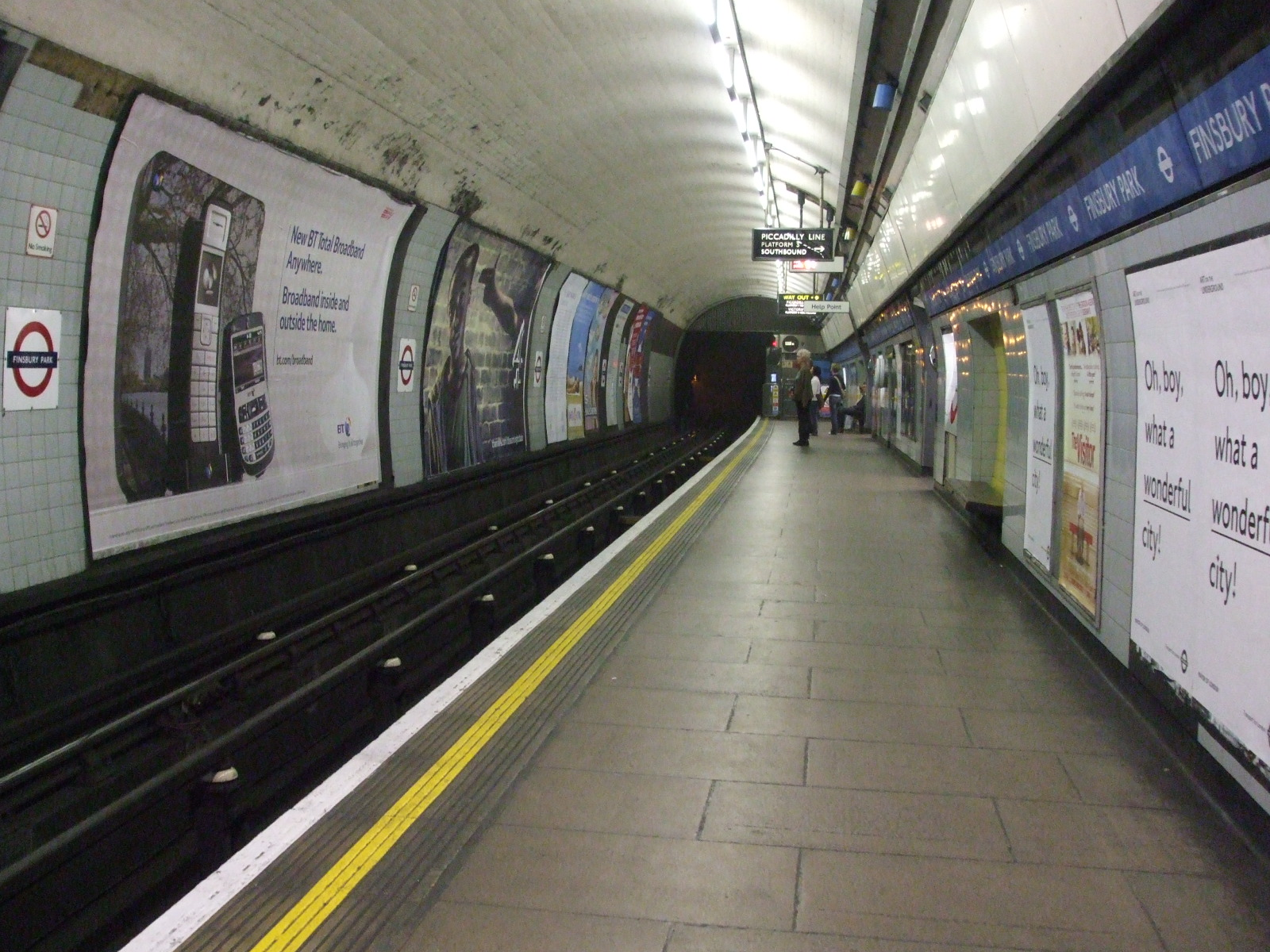
Binario direzione sud della linea Victoria, guardando verso sud. Originariamente il binario direzione sud della GN&CR - si noti il grande diametro della galleria.
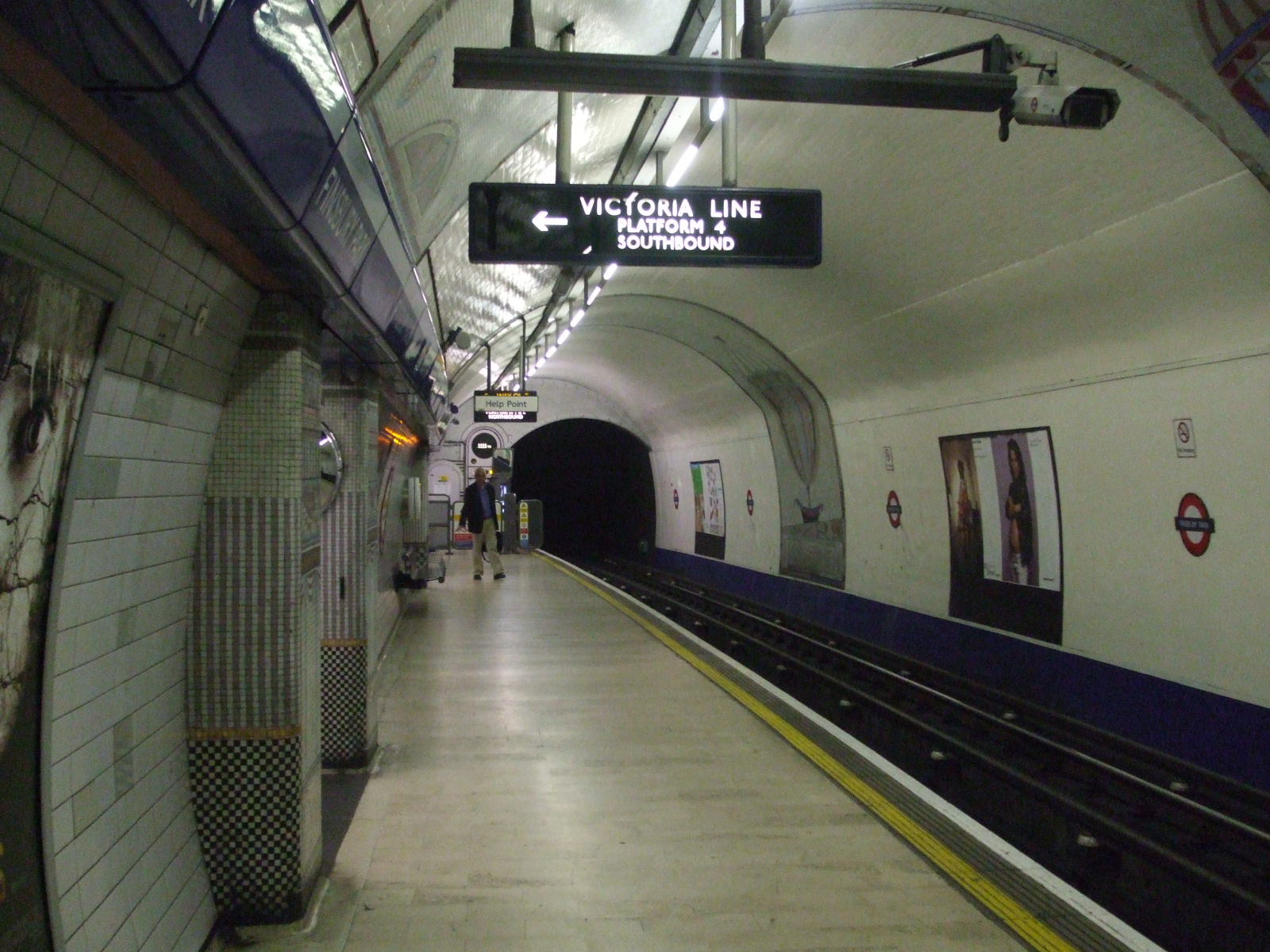
Binario direzione sud della linea Piccadilly, guardando verso sud. Originariamente il binario direzione sud della GN&CR - si noti il grande diametro della galleria.
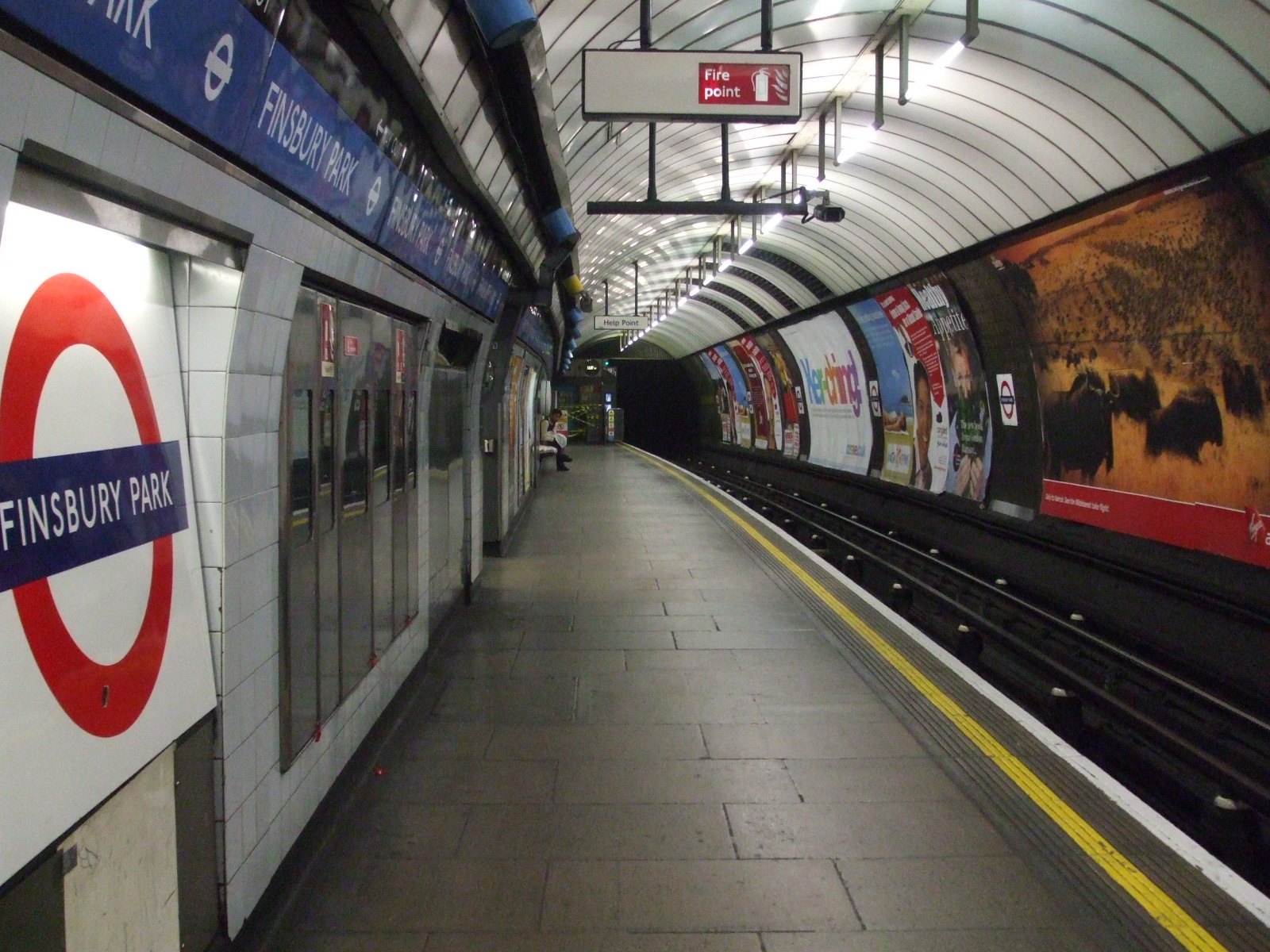
Binario direzione nord della linea Victoria, guardando verso nord. Originariamente il binario direzione sud della linea Piccadilly.
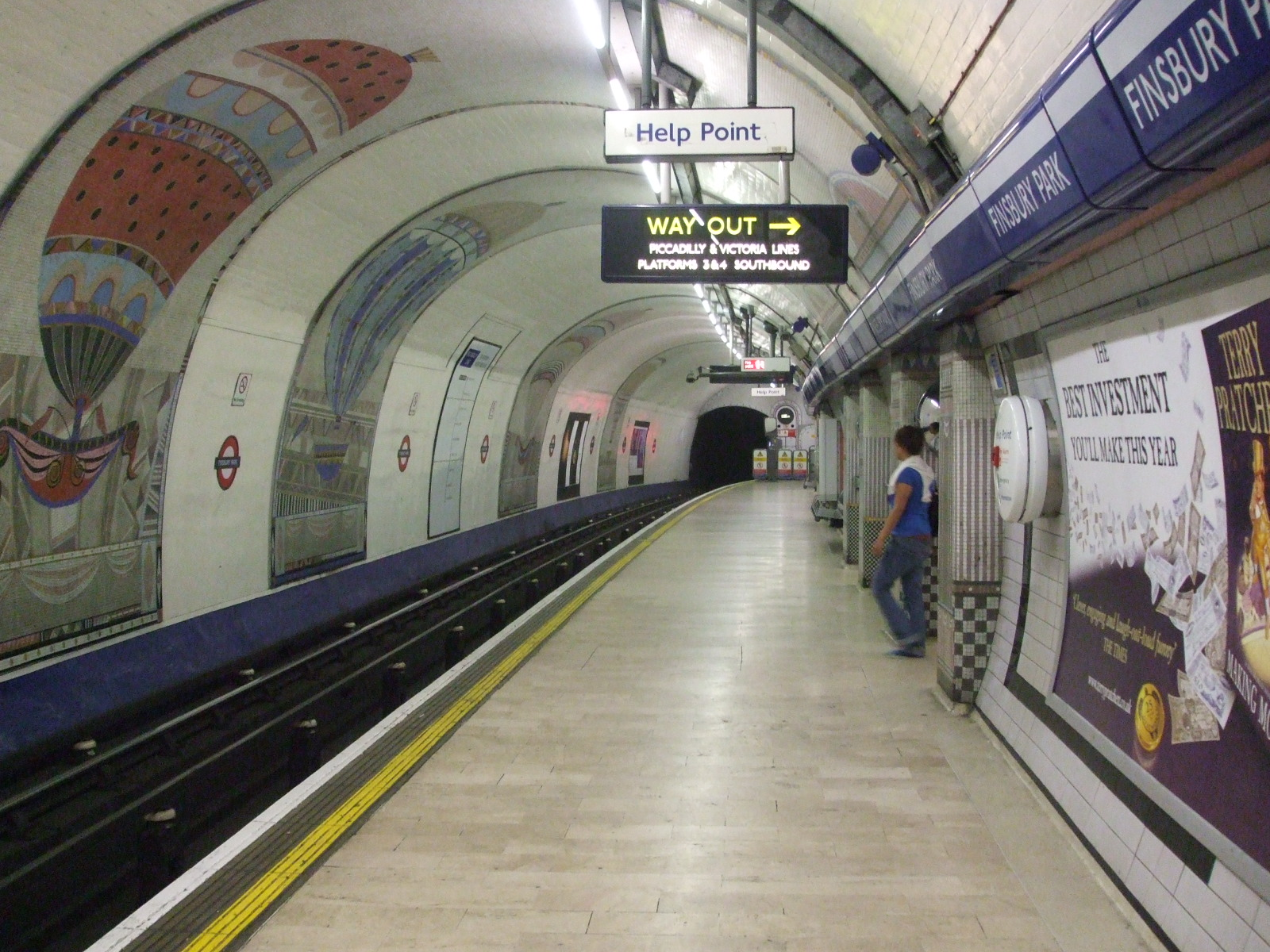
Binario direzione nord della linea Piccadilly, guardando verso nord. Si noti il disegno delle mongolfiere sui mosaici.
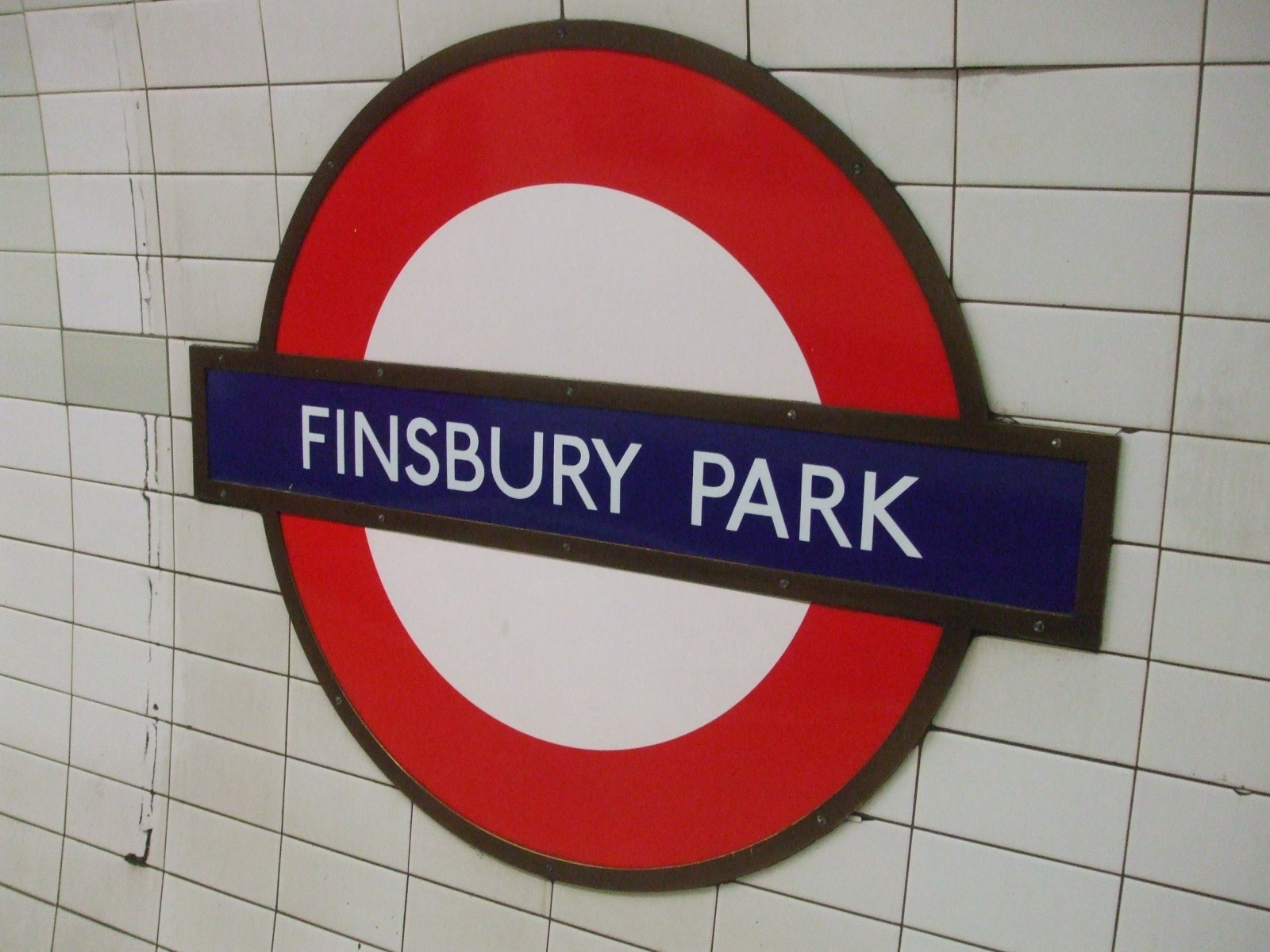
Logo sul binario direzione nord della linea Piccadilly
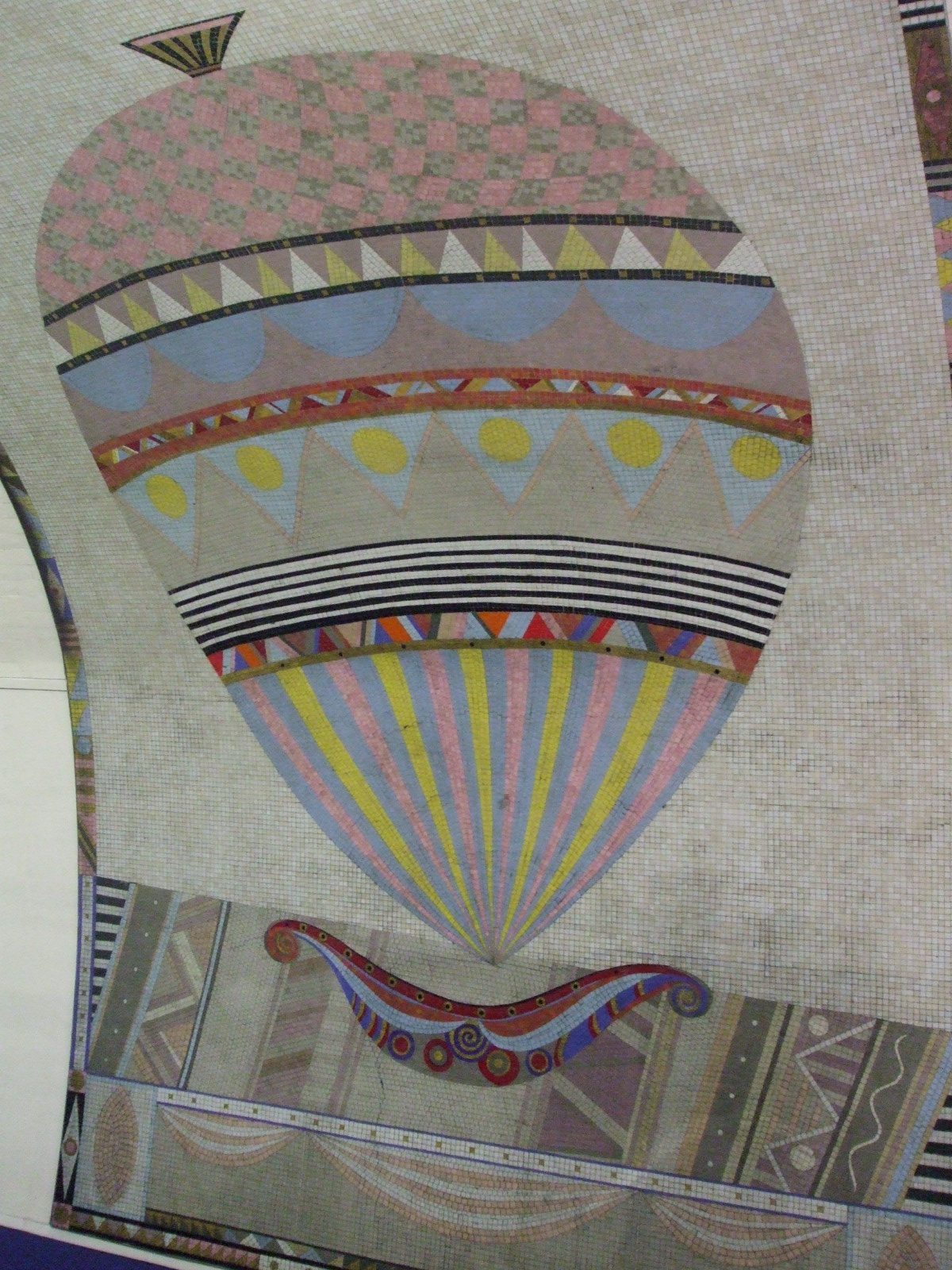
Mosaico di una mongolfiera sul binario direzione nord della linea Piccadilly
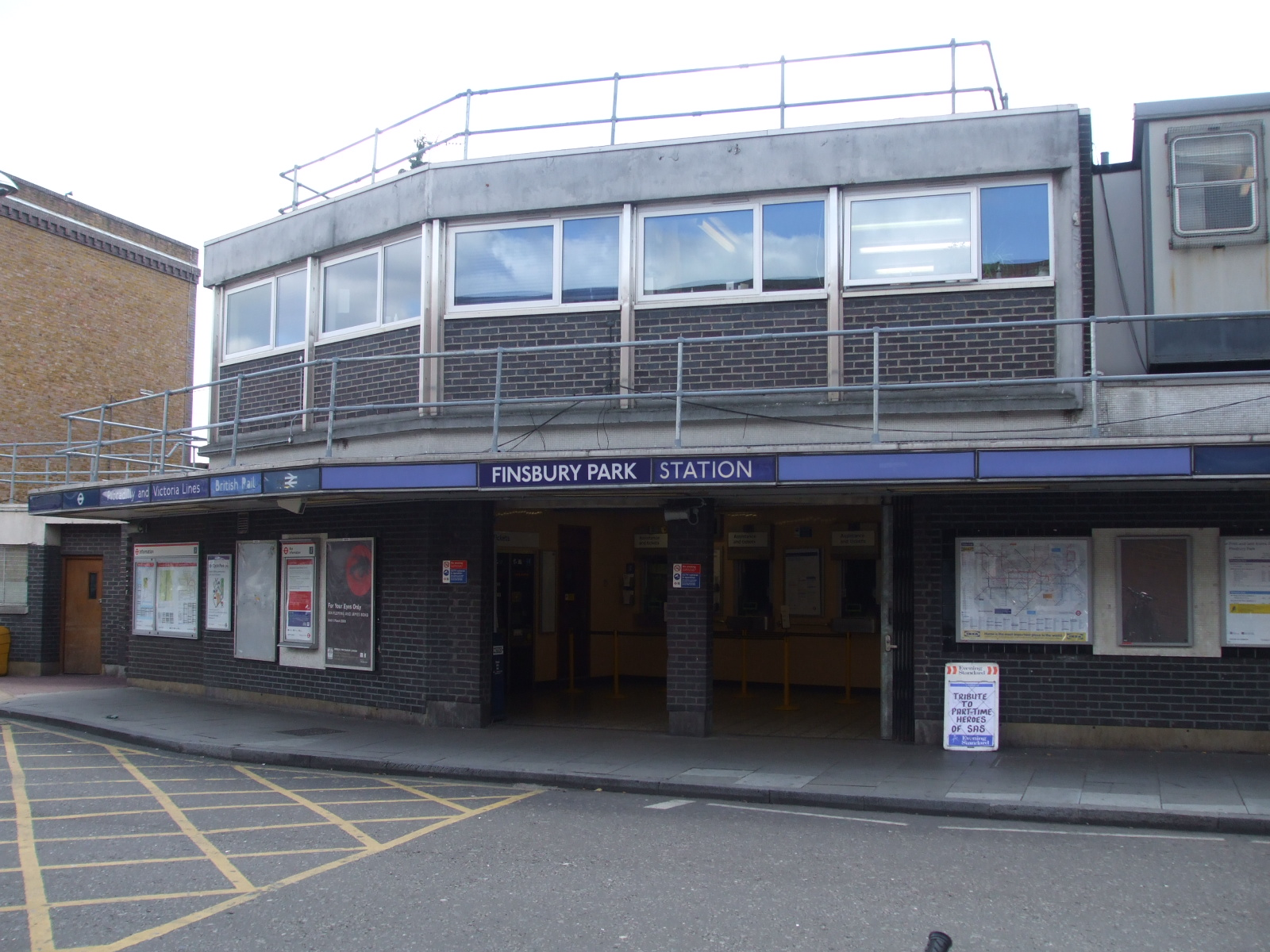
Entrata occidentale in Wells Terrace
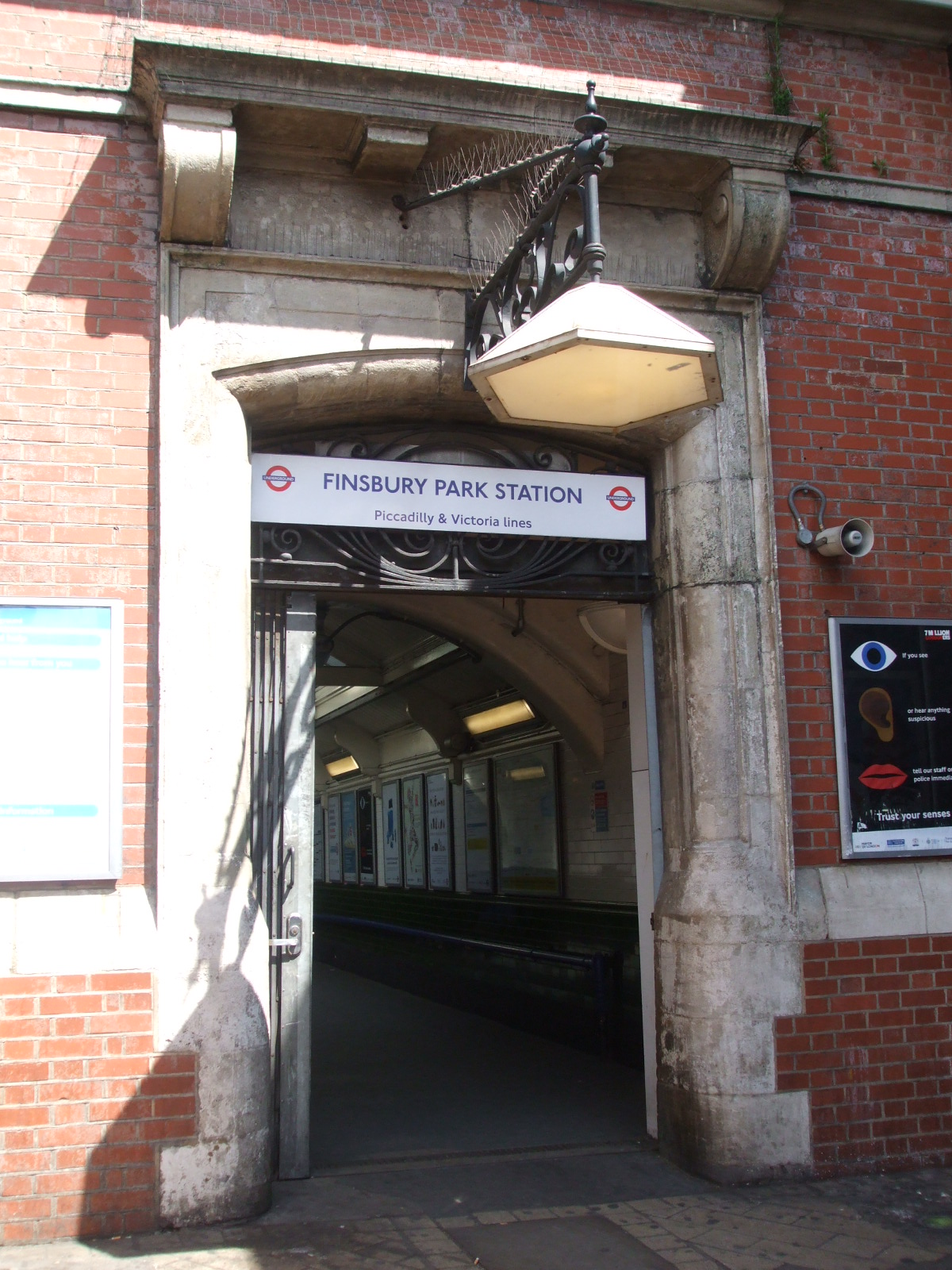
Entrata meridionale in Seven Sisters Road